# Bezirk Kamionka Strumiłowa
Bezirk Kamionka Strumiłowa – dawny powiat (Bezirk) kraju koronnego Królestwo Galicji i Lodomerii, funkcjonujący w latach 1854–1867. Siedzibą starostwa było miasto Kamionka Strumiłowa.

## Historia
Bezirk Kamionka Strumiłowa utworzono w ramach reformy uwłaszczeniowej z okresu Wiosny Ludów (1848–1849), która likwidowała jurysdykcję właściciela ziemskiego nad poddanymi. W Galicji, dominium – jako podstawowa jednostka administracyjna i filar systemu feudalnego straciło rację bytu. Konieczne stało się zatem wprowadzenie nowego systemu administracyjnego, którego zręby powstały w latach 1851–1855. Nowy trójstopniowy podział administracyjny objął 21 cyrkułów (niem. Kreise), 179 małych powiatów (niem. Bezirke) i ponad 6000 gmin (niem. Gemeinde).
Bezirk Kamionka Strumiłowa objął obszar o wielkości 5,1 mil², zamieszkany przez 15.679 ludzi i podzielony na 20 gmin katastralnych, w tym jedno miasto (Kamionka Strumiłowa) i jedno miasteczko (Dobrotwór). Wszedł w skład cyrkułu złoczowskiego, jako jeden z jego dziesięciu powiatów.
Po nadaniu Galicji autonomii oraz powołaniu samorządu gminnego i powiatowego w 1865 zlikwidowano cyrkuły (Kreise). Dotychczasowe małe powiaty (Bezirke) w liczbie 179, utrzymały się do 1867 roku, kiedy to w następstwie kolejnej reformy administracyjnej (23 stycznia 1867) zostały zastąpione przez 74 większych powiatów. Obszar zniesionego Bezirk Kamionka Strumiłowa wszedł wtedy w całości w skład nowego powiatu kamioneckiego.

## Podział administracyjny (1854)
| Lp. | Gmina jednostkowa          | Powierzchnia | Ludność | Powiat w 1867 po zniesieniu |
| --- | -------------------------- | ------------ | ------- | --------------------------- |
| 1   | Kamionka Strumiłowa (M)    | 4550         | 2965    | kamionecki                  |
| 2   | Łapajówka                  | 4550         | 231     | kamionecki                  |
| 3   | Dernów z Sapieżanką        | 3145         | 886     | kamionecki                  |
| 4   | Jazienica Polska           | 2772         | 508     | kamionecki                  |
| 5   | Jazienica Ruska            | 2772         | 325     | kamionecki                  |
| 6   | Obydów, Łany i Jagonia     | 3973         | 1021    | kamionecki                  |
| 7   | Dobrotwór (m)              | 8553         | 2068    | kamionecki                  |
| 8   | Stryhanka                  | 2135         | 537     | kamionecki                  |
| 9   | Ruda Sielecka              | 3027         | 899     | kamionecki                  |
| 10  | Sielec Bieńków             | 4542         | 1322    | kamionecki                  |
| 11  | Tadanie                    | 2971         | 532     | kamionecki                  |
| 12  | Spas                       | 1660         | 459     | kamionecki                  |
| 13  | Derewlany                  | 1511         | 427     | kamionecki                  |
| 14  | Streptów                   | 2583         | 534     | kamionecki                  |
| 15  | Horpin                     | 2295         | 669     | kamionecki                  |
| 16  | Nahorce Małe i Nowa Łodyna | 1534         | 510     | kamionecki                  |
| 17  | Sokołów                    | 772          | 303     | kamionecki                  |
| 18  | Żelechów Wielki            | 2488         | 800     | kamionecki                  |
| 19  | Żelechów Mały              | 1603         | 353     | kamionecki                  |
| 20  | Wyrów                      | 1057         | 330     | kamionecki                  |

Objaśnienie:
(M) = miasto; (m) = miasteczko